# Akshaye Khanna
Akshaye Khanna (28 mars 1975 à Bombay, Inde - ) est un acteur de Bollywood.
Il est le fils de Vinod Khanna, également acteur, et de Geetanjali. Son frère Rahul Khanna est aussi un acteur de Bollywood.

## Carrière
Akshaye Khanna apprend le métier d’acteur dès son plus jeune âge, en observant son père sur les plateaux de tournages.
Il tourne son premier film, Himalay Putra, produit par son père. Le film est un échec mais sa performance, son sourire charmeur et son air mélancolique font sensation, surtout auprès de la gent féminine. Il montre tous ses talents d'acteur dans son second film Border (en) de J.P. Dutta pour lequel il reçoit une récompense de meilleur espoir masculin. Ces films suivants ne sont pas de grands succès. Il lui faut attendre Taal de Subhash Ghai en 1999 pour renouer avec le succès. En 2001, il est apprécié dans Dil Chahta Hai de Farhan Akhtar malgré la présence d’Aamir Khan et de Saif Ali Khan dans le film.

## Filmographie
- 1997 : Himalay Putra de Pankaj Parashar : Abhay
- 1997 :  Border (en) de J.P. Dutta : Dharamvir
- 1997 : Bhai Bhai de Sikander Bharti : Danseur sur Tera Naam Loonga (Apparition spéciale)
- 1998 : Doli Saja Ke Rakhna de Priyadarshan : Inderjit Bansal
- 1998 : Kudrat de Raj N. Sippy : Vijay
- 1999 : Love You Hamesha de Kailash Surendranath : Shaurat
- 1999 : Dahek : A Burning Passion de Lateef Binny : Sameer Roshan
- 1999 : Aab Ab Laut Chalen de Rishi Kapoor : Rohan Khanna
- 1999 : Laawaris de Shrikant Sharma : Capitaine Dada
- 1999 : Taal de Subhash Ghai : Manav Mehta
- 2001 : Dil Chahta Hai de Farhan Akhtar : Siddharth Sinha
- 2002 : Humraaz de Abbas Alibhai Burmawalla et Mastan Alibhai Burmawalla : Karan Malhotra
- 2002 : Deewangee de Anees Bazmee : Raj Goyal
- 2003 : Border Hindustan Ka de Yogesh Bharadwaj : Mobarak
- 2003 : Hungama de Priyadarshan : Jeetu
- 2003 : LOC Kargil de J.P. Dutta : Lt. Balwan Singh
- 2004 : Deewaar de Milan Luthria : Gaurang Kaul
- 2004 : Hulchul de Priyadarshan : Jai
- 2006 : 36 China Town de Abbas Alibhai Burmawalla et Mastan Alibhai Burmawalla
- 2006 : Shaadi Se Pehle de Satish Kaushik : Ashish
- 2006 : Aap Ki Khatir de Dharmesh Darshan : Aman
- 2007 : Salaam-e-Ishq: A Tribute To Love de Nikhil Advani : Shiven Dungarpur
- 2007 : Naqaab de Abbas-Mastan : Vicky Malhotra
- 2007 : Gandhi, My Father de Feroz Abbas Khan : Harilal Gandhi
- 2007 : Aaja Nachle de Anil Mehta : le député Raja Uday Singh
- 2008 : Race de Abbas-Mastan : Rajeev Singh
- 2008 : Mere Baap Pehle Aap de Priyadarshan : Gaurav Wishvanbhar Rane
- 2009 : Luck by Chance de Zoya Akhtar : Lui-même (caméo)
- 2009 : Shortkut - The Con is On de Neeraj Vora : Shekhar Giriraj
- 2010 : Aakrosh de Priyadarshan : Siddhant Chaturvedi
- 2010 : No Problem d'Anees Bazmee : Raj Ambani
- 2010 : Tees Maar Khan de Farah Khan : Atish Kapoor

## Récompenses
Lux Zee Cine Award
- 1997 : Meilleur acteur dans un second rôle pour Border (en).

Filmfare Awards
- Prix remportés
  - 1997 : Meilleur espoir masculin pour Border (en).
  - 2002 : Meilleur acteur dans un second rôle pour Dil Chahta Hai.
- Nominations
  - 1998: Filmfare Award du meilleur second rôle dans Border (en)
  - 2003: Filmfare Award du meilleur rôle négatif dans Humraaz

Star Screen Awards
- Prix remportés
  - 1998: Star Screen Award du meilleur espoir masculin dans Himalaya Putra
  - 2002: Star Screen Award : Prix spécial du jury pour Dil Chahta Hai
  - 2009: Star Screen Award du meilleur rôle négatif dans Race
- Nominations
  - 2002: Star Screen Award du meilleur acteur dans un second rôle dans Dil Chahta Hai
  - 2003: Star Screen Award du meilleur acteur dans Deewangee
  - 2003: Star Screen Award du meilleur rôle négatif dans Humraaz
  - 2007: Star Screen Award du meilleur acteur dans Gandhi, My Father

Zee Cine Awards
- Nominations
  - 2002: Zee Cine Award du meilleur second rôle masculin dans Dil Chahta Hai
  - 2003: Zee Cine Award du meilleur rôle négatif dans Humraaz

IIFA Awards
- Prix remportés
  - 2003: IIFA Award du meilleur rôle négatif dans Humraaz

Autres
- Prix remportés
  - 2007 – Festival du film indien (Australie) : prix de la meilleure interpretation dans Gandhi, My Father